# Интерекс
Интерекс (лат. interrex) је представљао владара између мандата два краља у Римској краљевини или два конзула у Римској републици. Био је надлежан за одржање избора за краља у доба монархије или за конзуле у доба републике. Изборе за нове конзуле би обично одржавали стари конзули, али у случају њиховога изостанка или спречености Сенат је именовао интерексе, који би одржавали центуријатску скупштину за избор нових конзула. Период власти између окончања мандата једних конзула и избора нових називао се интерегнум (лат. interregnum).

## Настанак функције
Први интерекс је наводно добио мандат након Ромулове смрти. Сенат је тада није могао сложити кога да изаберу за новога краља, па се 100 сенатора поделило у десет подгрупа од десет сенатора. Владала би једна група од десет сенатора, а сваки од њих је владао 5 дана. Након 50 дана владала би друга група од десет сенатора као нови интерекси. Око годину дана трајао је тај први период између два краља, зван интерегнум. Коначно је изабран Нума Помпилије.

## У доба краљевине
Након смрти Нуме Помпилије и следећих краљева Сенат би именовао интерекса, који би сазвао куријатску скупштину за избор новога краља. Интерекси би међусобно предложили краља, а Сенат је онда давао одобрење. У случају пристанка Сената сазивала би се куријатска скупштина и скупштини би се предлагао нови краљ. Куријатска скупштина је онда могла да гласа за или против лица предложенога за краља.

## У доба републике
У доба Римске републике интерекси би се у случају одсутности конзула именовали да би се одржала куријатска или центуријатска скупштина, на којој би се изабрали нови конзули. За интерексе би изабрали најстарије и најугледније сенаторе. Сваки интерекс имао је мандат од само пет дана, као у доба монархије. Скупштину по обичају не би одржавао први интерекс, него обично други или трећи интерекс. Било је случајева да се избор конзула изврши за време једанаестога или четрнаестога интерекса. Интерексе за време републике бирао је Сенат из својих редова.

## Окончање функције
Интерекси су били постављани с времена на време све до Другога пунскога рата. После тога нису бирани интерекси све до 82. п. н. е., када је Сенат по Сулином налогу именовао интерексе да одрже скупштину за избор диктатора. Током 55. п. н. е. изабран је интерекс да би одржао скупштину на којој су Помпеј и Марко Лициније Крас изабрани за конзуле. Поново су бирани интерекси 53, и 52. п. н. е. да би одржали скупштину на којој је Гнеј Помпеј Велики изабран за јединога конзула.